# Władysław Buderacki
Władysław Buderacki (ur. 23 listopada 1898  w Erdelowej, zm. 14 czerwca 1920 pod Czerwoną) – oficer armii rosyjskiej, Wojska Polskiego na Wschodzie i Wojska Polskiego w II Rzeczypospolitej, kawaler Orderu Virtuti Militari.

## Życiorys
Urodził się w rodzinie Ferdynanda i Zofii z Bocheńskich. 
Absolwent szkoły realnej Żukowskiego w Odessie i student w Instytucie Agronomicznym w Puławach.
W 1914 wcielony do armii rosyjskiej i skierowany do Wyższej Szkoły Artylerii w Odessie. W 1917 walczył na froncie północnym między innymi pod Rygą.
W 1918, w stopniu podporucznika, wstąpił do oddziałów polskich w Odessie. Tam, w starciu z Ukraińcami, został ciężko ranny.
Po wyleczeniu udał się na Kubań i wstąpił oddziału jazdy  mjr. Konstantego Plisowskiego.
Z oddziałem dotarł do Polski i po reorganizacji, już w składzie 14 pułku ułanów brał udział w wojnie polsko-bolszewickiej. Walczył między innymi pod Jazłowcem, poległ w walkach pod Czerwoną.
Pochowany został prawdopodobnie w Płoskirowie. 
Za bohaterstwo w walce odznaczony został pośmiertnie Krzyżem Srebrnym Orderu Virtuti Militari.

## Ordery i odznaczenia
- Krzyż Srebrny Orderu Wojskowego Virtuti Militari nr 3935 (1921)[3]
- Krzyż Niepodległości[1]
- Krzyż Walecznych[1]